# Glyphocuma halei
Glyphocuma halei is een zeekommasoort uit de familie van de Bodotriidae. De wetenschappelijke naam van de soort is voor het eerst geldig gepubliceerd in 1967 door Greenwood & Johnson.